# Лашевка
Лашевка — упразднённое село в Калининском районе Саратовской области России. Входило в состав Озёрского муниципального образования. В 2010 году объединено с селом Нижегороды и исключено из учётных данных.

## География
Находилось в центрально-южной части Саратовского Правобережья, в пределах Окско-Донской равнины, в степной зоне, на левом берегу реки Чепурки, к северо-востоку от села Нижегороды.
Климат
Климат характеризуется как умеренно континентальный с холодной малоснежной зимой и сухим жарким летом. Среднегодовая температура воздуха — 4,1 — 4,5 °C. Средняя многолетняя температура самого холодного месяца (января) составляет −12,6 — −12,1 °С (абсолютный минимум — −41 °С), температура самого тёплого (июля) — 20,8 — 21,4 °С (абсолютный максимум — 40 °С). Среднегодовое количество атмосферных осадков — 375—450 мм, из которых более половины (200—260 мм) выпадает в период с апреля по октябрь. Снежный покров держится в среднем 142 дня в году.

## История
В 2010 году села: Петрозавадовка, Лашевка, Рязановка и деревня Урусовка объединены с селом Нижегороды и исключены из учётных данных.

## Население
| 2002 | 2010 |
| ---- | ---- |
| 60   | ↘52  |

Национальный состав
Согласно результатам переписи 2002 года, в национальной структуре населения русские составляли 98 %